# Desertoniscus elongatus
Desertoniscus elongatus är en kräftdjursart som beskrevs av Borutzkii 1945. Desertoniscus elongatus ingår i släktet Desertoniscus och familjen Trachelipodidae. Inga underarter finns listade i Catalogue of Life.